# ArduCopter
 (septembre 2018).
ArduPilot:Copter (anciennement appelé ArduCopter ou APM:Copter) est la version pour drones à voilure tournante, ou multirotor, de l'autopilote libre ArduPilot.